# Slag bij Idistaviso

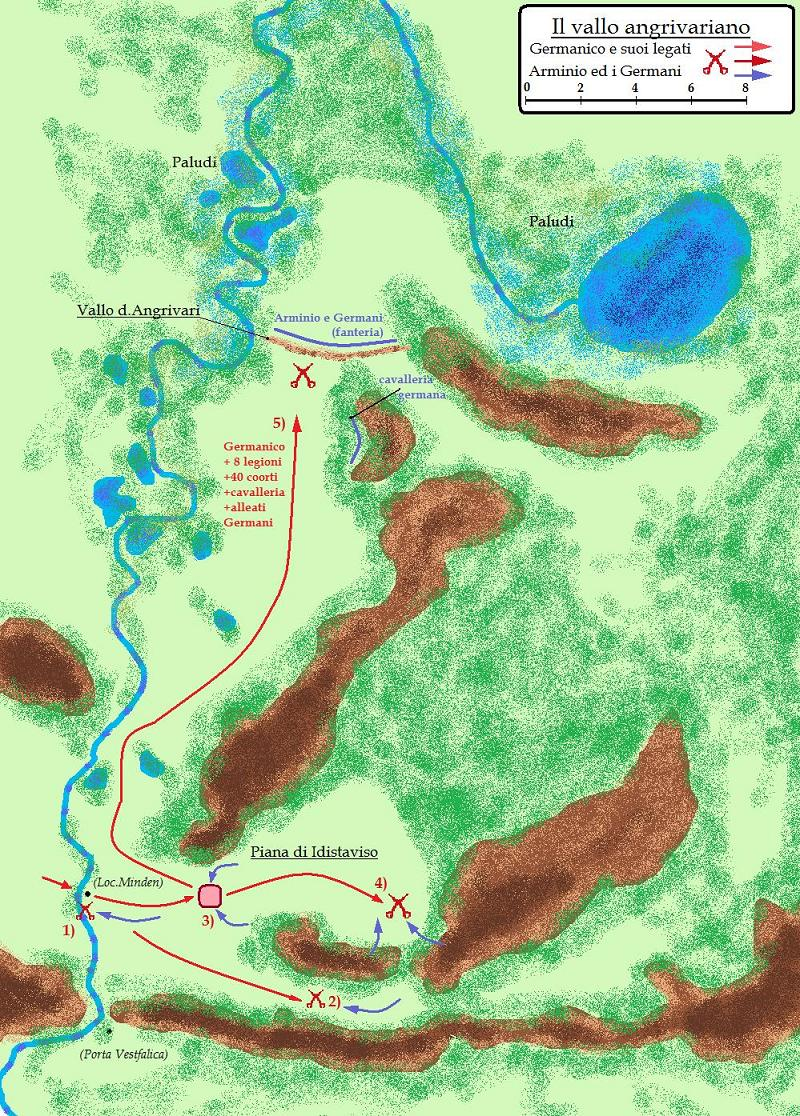
Vallei van de Angrivarii met de rivier de Wezer

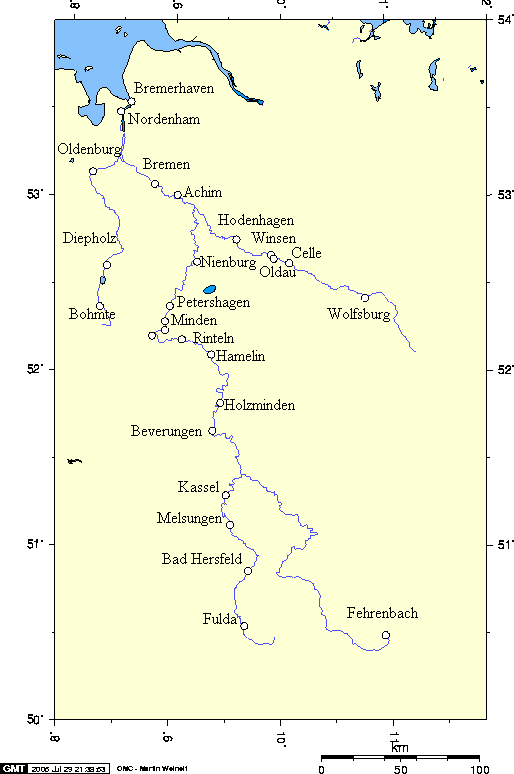
Wezerbekken met situering van Minden

De Slag bij Idistaviso of de Campagne in de vallei van de Angrivarii omvat twee veldslagen, de eerste ter hoogte van Idistaviso (het huidige Minden in Duitsland) en de tweede ter hoogte van de Angrivarische Muur, een aarden wal tussen de Angrivariërs en de Cherusken, beide Germaanse stammen. De veldslagen vonden plaats in 16 na Chr. en maakten een einde aan Augustus' veldtochten in Germanië.

## Achtergrond
Aan de poging van de Romeinen om Germanië te veroveren, kwam er een abrupt einde met de Slag bij het Teutoburgerwoud, in 9 na Chr., waarbij het Romeinse leger in de pan werd gehakt. Volgens de Romeinen lag de hoofdoorzaak bij het verraad van Arminius, eerst bondgenoot, later leider van een Germaans bondgenootschap tegen de Romeinen. De jaren die volgden stonden in het teken van wraak.

## Slag bij Idistaviso
De campagne werd geleid door Germanicus. Hij kreeg steun van de Chauken, een Germaanse stam. De tactiek van Arminius was het vermijden van een veldslag op open terrein. Germanicus stak de rivier de Wezer over en installeerde zijn kamp in open veld en wachtte de aanval af. Waar Germanicus had op gehoopt, gebeurde, de Germanen vielen aan op open terrein. De Romeinen brachten de Germanen zware verliezen toe. Arminius en zijn oom Inguiomerus raakten beiden gewond, maar konden vluchten. Het terugtrekkende Germaanse leger werd nagejaagd. Velen die probeerden over de Wezer te zwemmen, werden gedood door projectielen of werden door de kracht van de stroming meegesleurd. Volgens Tacitus werd, "van negen in de ochtend tot het vallen van de avond de [Duitsers] afgeslacht, en op een lengte van tien mijl was het terrein bezaaid met wapens en lijken." 

## Slag bij de Angrivarische Muur
Germanicus buitte zijn overwinning uit. Hij verklaarde dat de uitroeiing van de Germaanse stammen de enige oplossing was die hij voor het beëindigen van de oorlog zag en wilde daarom geen gevangenen. Generaal Gaius Silius kreeg de opdracht de Chatten aan te pakken en Germanicus zelf nam de Marsi onder handen.
Na de opdracht met succes te hebben volbracht, keerde Germanicus met zijn leger terug over de Rijn, voor het vallen van de winter. Keizer Tiberius riep Germanicus terug naar Rome: aan de wraak van Rome was voldaan. Germanicus kreeg voor zijn bewezen diensten een triomftocht in Rome op 26 mei 17 na Chr. In de daaropvolgende decennia zouden er geen Romeinse campagnes meer worden gevoerd in Germanië.